# (12220) Semenchur
(12220) Semenchur – planetoida z pasa głównego asteroid okrążająca Słońce w ciągu 3,38 lat w średniej odległości 2,25 j.a. Została odkryta 20 października 1982 roku przez Ludmiłę Karaczkinę w Krymskim Obserwatorium Astrofizycznym. Nazwa planetoidy pochodzi od Semena Iwanowicza Czuriumowa (ur. 1934) – doktora filozofii i socjoniki, wieloletniego starszego wykładowcy na wydziale matematyki Narodowego Uniwersytetu Lotniczego w Kijowie.